# Thomas Klasen
Thomas Klasen (* 16. September 1983 in Neuwied) ist ein ehemaliger deutscher Fußballspieler und heutiger -trainer.

## Spielerkarriere
Er begann in den Jugendabteilungen des 1. FC Kaiserslautern und des TuS Mayen. Bei den Mayenern schaffte Klasen es über die U19 in die erste Mannschaft. Zur Saison 2003/04 wechselte er in die 2. Fußball-Bundesliga zu Eintracht Trier. Nach zwei Jahren in der zweithöchsten deutschen Spielklasse stieg Thomas Klasen mit den Moselstädtern in die Regionalliga Süd ab. Im Januar 2006 wechselte er dann zur Amateurmannschaft des 1. FC Kaiserslautern um sich zur Saison 2007/08 Kickers Emden anzuschließen, wo er einen Vertrag bis zum 1. Juli 2009 unterzeichnete. Dieser wurde zum 31. Januar 2009 vorzeitig beendet. Er stand danach beim Regionalligisten SV Elversberg bis Juni 2010 unter Vertrag. Nach Vertragsende unterschrieb Thomas Klasen einen Vertrag bis 2012 bei der TuS Koblenz in der 3. Liga. Nach dem Abstieg der TuS in die Regionalliga verlängerte er seinen Vertrag bis 2013, erhielt danach jedoch keinen neuen Vertrag mehr in Koblenz.
Zur Saison 2013/14 wechselte Klasen in die Fußball-Rheinlandliga zum FC Karbach. Dort wurde er sowohl als Spieler wie auch als Co-Trainer aktiv und erzielte in seiner ersten Saison 16 Tore. Mit dem Verein stieg er 2015 in die Oberliga auf. Zum 30. Juni 2017 beendete er seine aktive Karriere als Spieler.

## Trainerkarriere
In der Saison 2016/17 war er als Co-Trainer des FC Karbach aktiv. Am 6. Februar 2018 gab der luxemburgische Erstligist CS Fola Esch die Verpflichtung Klasens als Trainer bekannt. Der geschlossene Vertrag galt bis zum 30. Juni 2020. Aber schon am 2. Spieltag der Saison 2018/19 wurde Klasen nach zwei Auftaktniederlagen entlassen und durch Jeff Strasser ersetzt. Von August 2019 bis Saisonende 2022/23 war Klasen beim 1. FC Köln als Co-Trainer der U21-Mannschaft tätig. Im Juni 2023 gab Regionalliga-Absteiger Eintracht Trier die Verpflichtung Klasens zur Saison 2023/24 bekannt. Hier schaffte er mit seinem neuen Mannschaft den sofortigen Wiederaufstieg, wobei man schon sieben Spieltage vor Saisonende souveräner Oberligameister wurde.